# Іджешть (Вранча)
Іджешть, Іджешті (рум. Igești) — село у повіті Вранча в Румунії. Входить до складу комуни Цифешть.
Село розташоване на відстані 175 км на північний схід від Бухареста, 13 км на північ від Фокшан, 79 км на північний захід від Галаца, 123 км на схід від Брашова.

## Населення
За даними перепису населення 2002 року у селі проживали 256 осіб, усі — румуни. Усі жителі села рідною мовою назвали румунську.